# Kaznějov
Kaznějov (deutsch Kaznau, auch Kasenau, Kazniow, 1939–1945: Gaßnau) ist eine Stadt in Tschechien. Sie befindet sich 16 Kilometer nördlich des Stadtzentrums von Plzeň und gehört zum Plzeňský kraj.

## Geographie
Die Stadt liegt in den südwestlichen Ausläufern des Rakonitzer Hügellandes im Quellgebiet des Baches Kaznějovský potok. Südöstlich erhebt sich der Červený vrch (515 m), westlich der Bertovný vrch (513 m) und im Nordwesten der Holý vrch (507 m). Westlich liegen großflächige Kaolingruben. Durch Kaznějov führt die Bahnstrecke Plzeň–Žatec.
Nachbarorte sind Rybnice und Plasy im Norden, Nebřeziny, Kočín und Dolní Hradiště im Nordosten, Koryta und Obora im Osten, Jarov, Chotiná, Třemošnice, Habeš und Býkov im Südosten, Kamenice, Třemošná und Horní Bříza im Süden, Vísky und Trnová im Südwesten, Krašovice, Bučí und Mrtník im Westen sowie Lomnička und Lomany im Nordwesten.

## Geschichte
Kázňov wurde im Jahre 1144 in der Gründungsurkunde des Klosters Plasy erstmals erwähnt. Im darauffolgenden Jahr kamen die ersten neun Zisterzienser aus dem Kloster Langheim in das Gebiet und erhielten von Vladislav II. den fürstlichen Hof Plasy und die Dörfer Kázňov, Sechutice, Vrážné und Nebřeziny übergeben. An Stelle des Dorfes Kázňov errichtete der Orden vor 1250 eine Grangie. Nach der Auflösung der Grangie wurde im Jahre 1346 erneut ein Dorf anlegt. Durch den Kralowitzer Richter und den Lokator Peter wurde der Hof in 16 Huben aufgeteilt und Bauern zugewiesen.
1420 verpfändete König Sigismund Kázňov zusammen mit dem Städtchen Kralowitz und weiteren Klosterdörfern an die Brüder Hans und Friedrich Kolowrat-Liebsteinsky auf Krašov. Weil Kázňov durch Sigismund zuvor bereits an Burian von Guttenstein verpfändet war, erhielt dieser schließlich das Dorf und schloss es seiner Herrschaft Dolní Bělá an. Während der Hussitenkriege wurden sechs Wirtschaften niedergebrannt und das zwei Kilometer südwestlich gelegene Dorf Újezd erlosch ganz. An seiner Stelle befindet sich heute das Hegerhaus Újezd.
Im Jahr 1555 kaufte der Karlsteiner Burggraf Sebastian Markwart von Hrádek Kázňov und das wüste Újezd von den Guttensteinern. Nach der Schlacht am Weißen Berg wurden die Güter der Markwart von Hrádek konfisziert und später von der Böhmischen Kammer zunächst an Wilhelm von Vřeskovice verkauft, der Kaznějov auf kaiserlichen Wunsch an das Kloster Plasy abtreten musste. In der berní rula von 1654 sind für Kaznějov acht Anwesen, eine Schäferei und die wüste herrschaftliche Mühle ausgewiesen.
Bis 1664 wuchs das Dorf wieder auf 24 Anwesen an und der Abt Christoph Tengler ließ anstelle der Mühle einen Vorwerkshof anlegen. 1681 hob der Abt Benedikt Engelken den Hof wieder auf und teilte das Land drei Siedlern zu. Bis zur Aufhebung des Klosters im Jahre 1786 blieb Kázňov klösterlicher Besitz und fiel dann dem Religionsfonds zu. 1826 kaufte Fürst Metternich die Herrschaft Plasy. Nach der Entdeckung einer Kohlenlagerstätte begann Johann David Starck 1833 mit deren Abbau und gründete eine Chemische Fabrik. 1847 wurde durch das Unternehmen Joh. Dav. Stark eine weitere Fabrik zur Herstellung von Phosphor errichtet. In den chemischen Fabriken von Kaznau wurden im 19. Jahrhundert weiterhin Alaun, Kupfervitriol, Eisenvitriol und Rauchende Schwefelsäure produziert.
Nach der Aufhebung der Patrimonialherrschaften bildete Kázňov / Kaznau ab 1850 eine Gemeinde im Bezirk Kralowitz. In den 1870er Jahren begann in den Starckschen Fabriken auch die Erzeugung von Superphosphat aus Rückständen der Phosphatherstellung. 1874 begann in Kázňov die Produktion hochkonzentrierter rauchender Schwefelsäure. Die 1885 zur Montan- und Industrialwerke A.G., vorm. J.D. Starck mit Sitz in Unter Reichenau umfirmierten Starckschen Fabriken wurden 1900 von der Prager Familie Petschek aufgekauft. 1921 wurde der Ortsname in Kaznějov umgeändert. 1934 wurde in Kaznějov ein Friedhof angelegt.
Infolge des Münchner Abkommen erfolgte 1938 die Teilung des Unternehmens und es entstand die Industrie-Aktiengesellschaft Kaznějov-Břasy mit Sitz in Prag. Diese wurde nach der deutschen Besetzung „arisiert“ und als Schwesterfirma der Gesellschaft Montan- und Industrialwerke vormals Joh. Dav. Starck  in Unter Reichenau zur Industrie-Aktiengesellschaft vormals Joh. Dav. Starck — Průmyslová akciová společnost dříve Jan Dav. Starck umfirmiert. 1945 erfolgte die Verstaatlichung der Průmyslová akciová společnost, dříve Jan David Starck . 1949 entstand daraus der Staatsbetrieb Jodasta mit Sitz in Kaznějov, der 1953 in Chemické závody Julia Fučíka (Chemische Werke "Julius Fučík") umbenannt wurde. 1991 wurden die Werke privatisiert. Seit 1997 ist Kaznějov eine Stadt. Im Jahr 2002 kam es zu Überschwemmungen durch ein Hochwasser des Kaznějovský potok.

## Ortsgliederung
Für Kaznějov sind keine Ortsteile ausgewiesen.

## Sehenswürdigkeiten
- Kapelle am alten Dorfplatz, errichtet 1893 anstelle der im Jahr zuvor abgebrannten Kapelle aus dem Jahre 1630
- Denkmal der Gefallenen